# Sándor Holczreiter
Sándor Holczreiter   (Füzesabony, 18 de juliol de 1946 - Tatabánya, 14 de desembre de 1999) fou un aixecador hongarès que va competir durant les dècades de 1960 i 1970.
El 1972 va prendre part en els Jocs Olímpics d'Estiu de Múnic, on va guanyar la medalla de bronze en la prova del pes mosca del programa d'halterofília. En el seu palmarès també destaquen una medalla de plata i una de bronze al Campionat del món d'halterofília i dues de plata al Campionat d'Europa d'halterofília. Als Campionats del món de 1970 guanyà la medalla d'or en el pes mosca, però pocs dies després de la competició va donar positiu per dopatge i va perdre la medalla. Durant la seva carrera va establir dos rècords mundials.